# Американа (роман)
Американа (енгл. Americanah) је трећи по реду роман нигеријске књижевнице Чимаманде Нгози Адичи, објављен 2013. године. То је истовремено црнохуморна и нежна прича о снази прве љубави и младалачким сновима, животу у емиграцији, политичким превирањима, америчком сну, глобализацији, расним и другим проблемима савременог света. Простире на три континента и прати бројне ликове. У њој ауторка проговара о томе шта значи бити црне боје коже у 21. веку на Западу и исписује снажну причу о раси и идентитету. Ово је до сада најснажнији и најбољи роман Чимаманде Нгози Адичи, а часопис Њујорк Тајмс прогласио га је једним од десет најбољих романа 2013. године.

## О роману
Са 19 година, Адичи је напустила Нигерију и отишла у Филаделфију на студије. Док је одрастала у Нигерији није се сусретала са разликама везаним за боју коже, што је почело да се дешава чим је стигла на амерички колеџ. Као црна Африканка, Адичи је изненада схватила шта значи бити обојена особа у Сједињеним Америчким Државама. Раса као идеја постала је нешто што је тек морала да научи и с тиме да живи. Управо о том искуству она пише у свом роману Американа. Већ на првим страницама јасно је да ће основне теме бити питање расе и идентитета. Фризерски салон је идеална метафора, а симбол косе, као симбол идентитета, често се провлачи кроз роман. Дискусија о раси, повлачи, наравно, и дискусију о расизму у Америци, земљи тако поносној на свој космополитски дух.
Пред Чимамандом Нгози Адичи поставило се неколико питања: како писати о свеприсутној појави за коју се сматра да је ствар прошлости; на кога адресирати расизам данас, у времену политичке коректности, које је изузетно осетљиво на овакве теме, али с друге стране кривицу не сваљује на појединца; да ли појединци погођени оваквом дискриминацијом несвесно свет посматрају кроз призму расе чак и када за то нема разлога? Оваква питања можда нису толико блиска читаоцима с наших простора, али се врло лако могу читати као проблем дискриминације уопште. Адичи је, писањем ,,Американе” успела да нађе златну средину. Пишући роман чија је примарна прича заправо путовање двоје младих људи који жртвују љубав како би остварили сан о неком бољем животу, ауторка користи прилику да, баш као и њена главна јунакиња на блогу, подели сопствено искуство са читаоцима, и нимало суптилно викне да је цар го. Расизам постоји, и оне који су њиме погођени прати на сваком кораку и дубоко је усађен у њихову психу, те тако постаје нешто још горе – нека врста ,,ауторасизма”. Свака вековна дискриминација у једном тренутку добија такав облик и докле год се појединци који су мета дискриминације не ослободе њених стега, не може се говорити о њеном искорењивању, ма колико они који дискриминишу више то не чине онако гласно као некада.

## Радња романа
Роман Американа прати судбину једног тинејџерског пара, девојке Ифемелу и младића Обинзеа, средњошколаца из Лагоса. Њихова родна земља Нигерија, под режимом војне диктатуре, урушена је корупцијом и сиромаштвом, а људи беже из земље, и то не због глади или рата, већ због „летаргије проузроковане недостатком избора“. Самосвесна Ифемелу одлази на студије у Америку, где доживљава различите успехе и неуспехе, нове љубавне везе и раскиде, али стално осећа притисак своје расе и боје коже, о чему у Нигерији никад није размишљала. Обинзе, тихи, продуховљени професорски син, нада се да ће јој се придружити. Међутим, после једанаестог септембра не успева да добије америчку визу и одлази у Енглеску, где ради илегално и на крају бива депортован.
Тринаест година касније, Обинзе живи у Нигерији. Стекао је положај богатог човека и засновао породицу. Ифемелу је у Америци постигла успех као писац утицајног блога о расним проблемима у Америци, што јој доноси славу и стипендију на Принстону.
Прекретницу романа представља њена одлука да се врати у Африку. После толико година раздвојености и промена Ифемелу и Обинзе састају се у наизглед другачијој Нигерији. Њихова љубав и страст поново се распламсавају, а везује их и заједничка љубав према домовини. Даљи ток догађаја доводи их до најтежих одлука у животу.

## Награде
Роман Американа часопис Њујорк тајмс је прогласио једном од 10 најбољих књига 2013. године. У марту 2017. године овај роман је изабран за победника у програму Једна књига, један Њујорк (One Book, One New York), који је део иницијативе за промоцију читања. Програм је у јануару 2017. покренула канцеларија градоначелника Њујорка за медије и забаву. Понудили су становницима града да гласају за пет књига које је предложило пет славних особа. Програм је такође охрабрио Њујорчане да прочитају победничку књигу а организовано је и неколико локалних дешавања.
Роман је такође добио и награду америчког Националног удружења књижевних критичара, коју су својевремено добиле и нобеловке Алис Монро и Тони Морисон.

## О ауторки
Чимаманда Нгози Адичи (енгл. Chimamanda Ngozi Adichie је нигеријска књижевница чија се дела крећу од романа до кратких прича. Сматра се најистакнутијом међу младим англофонским ауторима с почетка 21. века, која успева да привуче нову генерацију читалаца афричкој књижевности, посебно у Сједињеним Америчким Државама, где сада живи.